# Neyma
Neima Júlio Afredo, bekannter unter ihrem Künstlernamen Neyma (* 6. Mai 1979 in Maputo, Mosambik), ist eine mosambikanische Sängerin und Unternehmerin.

## Leben

### Jugend
Neyma Júlio Afredo wurde am 6. Mai 1979 in der mosambikanischen Hauptstadt Maputo geboren. Ihre Mutter Lina Duarta verlor sie bereits früh, sodass sie mit ihrem Vater Paulino Afredo aufwuchs. Bereits früh begann sie ihre Leidenschaft fürs Singen und Tanzen auszuüben.
Mit 16 Jahren nahm sie an der Castingshow Fantasia eines mosambikanischen Fernsehsenders teil. Sie gewann mit dem Song The Greatest Love of All (von Whitney Houston) den zweiten Platz in der Sendung und begann daraufhin, wesentlich häufiger in Erscheinung zu treten, und sang auf zahlreichen Bühnen und Nachtclubs. Zudem professionalisierte sie sich und nahm Gesangsstunden.

### Erste Alben
Mit ihrem ersten Produzenten Júlio Silva veröffentlichte sie 1999 ihr erstes Album auf CD mit dem Titel Brigas. Der Erfolg stellte sich schnell ein. Besonders populär war der Song Praia Feliz. Dem Album folgten zwei weitere: Baila (2000) und Renascer (2001).
Einen Durchbruch außerhalb Mosambiks erlangte Neyma erst mit der Veröffentlichung ihres vierten Albums Arromba im Jahr 2005. Mit dem Album gelangte sie auch in die Verkaufscharts Angolas, Kap Verdes und Portugals. Arromba gilt bis heute (2016) als ihr erfolgreichstes Album. Mit mehr als 40.000 verkauften Exemplaren gewann es Platin-Status in Mosambik. In ihrem Ende 2006 veröffentlichten Album Idiomas verwendete Neyma erstmals neue, teils traditionelle mosambikanische Musikstile wie Marrabenta, Coupé-Décalé und Kizomba.
Insbesondere den Stil des Marrabenta verwendete Neyma fortan durchgängig, verstärkt noch ab 2010. Ihre Single Como Anima a Marrabenta galt als sehr erfolgreich.

### Neue Geschäftsfelder
Neyma hatte bereits 2008 versucht, ein Spielzeugunternehmen aufzubauen, was jedoch zunächst nicht gelang. Fünf Jahre später verkaufte sie erstmals Schuhe, Sandalen und Schreibwaren unter der Eigenmarke „Neyma“. Sie begleitete den Verkauf mit der Veröffentlichung einer eigenen Musik-Single namens Parabéns, die sich dezidiert an Kinder richtete. Sie soll die Single gemeinsam mit ihrer Tochter geschrieben haben.
2014 ernannte das UN-Kinderhilfswerk UNICEF sie zur Kinderbotschafterin. Ende 2014 veröffentlichte Neyma eine Sammlung ihrer bekanntesten Songs unter dem Titel Neyma Greatest Hits. Zeitgleich trat sie für ein großes, dreistündiges Konzert im Kino Gil Vicente in der Hauptstadt auf. Zahlreiche mosambikanische Künstler – Mingas, Stewart Sukuma, José Valdemiro, Júlia Duarte, Dama do Bling, Cláudio Isabel, Lil Banks und Mr. Bow – begleiteten die Künstlerin bei ihrem großen Auftritt.

## Diskografie
- Brigas (1999)
- Baila (2000)
- Renascer (2001)
- Arromba (2005)
- Idiomas (2006)
- Neyma 10 Anos (2010)
- Neyma Greatest Hits (2014)